# Powersville (Missouri)
Pour les articles homonymes, voir Powersville.
Powersville est un village situé au nord-ouest du comté de Putnam, dans le Missouri, aux États-Unis,. Il est fondé en 1887 et incorporé en 1911.

## Démographie
Lors du recensement de 2010, le village comptait une population de 60 habitants. Elle est estimée, en 2016, à 59 habitants.

### Source de la traduction
- (en) Cet article est partiellement ou en totalité issu de l’article de Wikipédia en anglais intitulé « Powersville, Missouri » (voir la liste des auteurs).